# Jean Templin
Jean Templin, született Janusz Templin (Baranowicze, 1928. december 14. – Vandœuvre-lès-Nancy, 1980. november 23.) francia labdarúgó, csatár.

## Pályafutása
1950-ig a Villefranche labdarúgója volt. 1950 és 1956 között a Stade de Reims csapatában szerepelt, ahol két francia bajnoki címet szerzett az együttessel és tagja volt az 1955–56-os idényben BEK-döntős csapatnak. 1956–57-ben az RC Lens, 1957 és 1960 között az FC Nancy játékosa volt.

## Sikerei, díjai
Stade de Reims
- Francia bajnokság (Division 1)
  - bajnok (2): 1952–53, 1954–55
  - 2.: 1953–54
- Latin kupa
  - győztes: 1953
  - döntős: 1955
- Bajnokcsapatok Európa-kupája (BEK)
  - döntős: 1955–56

 RC Lens
- Francia bajnokság (Division 1)
  - 2.: 1956–57

 FC Nancy
- Francia bajnokság – másodosztály (Ligue 2)
  - bajnok: 1957–58